# Riegersburg
Riegersburg osztrák mezőváros Stájerország Délkelet-stájerországi járásában. 2017 januárjában 4906 lakosa volt. 

## Elhelyezkedése

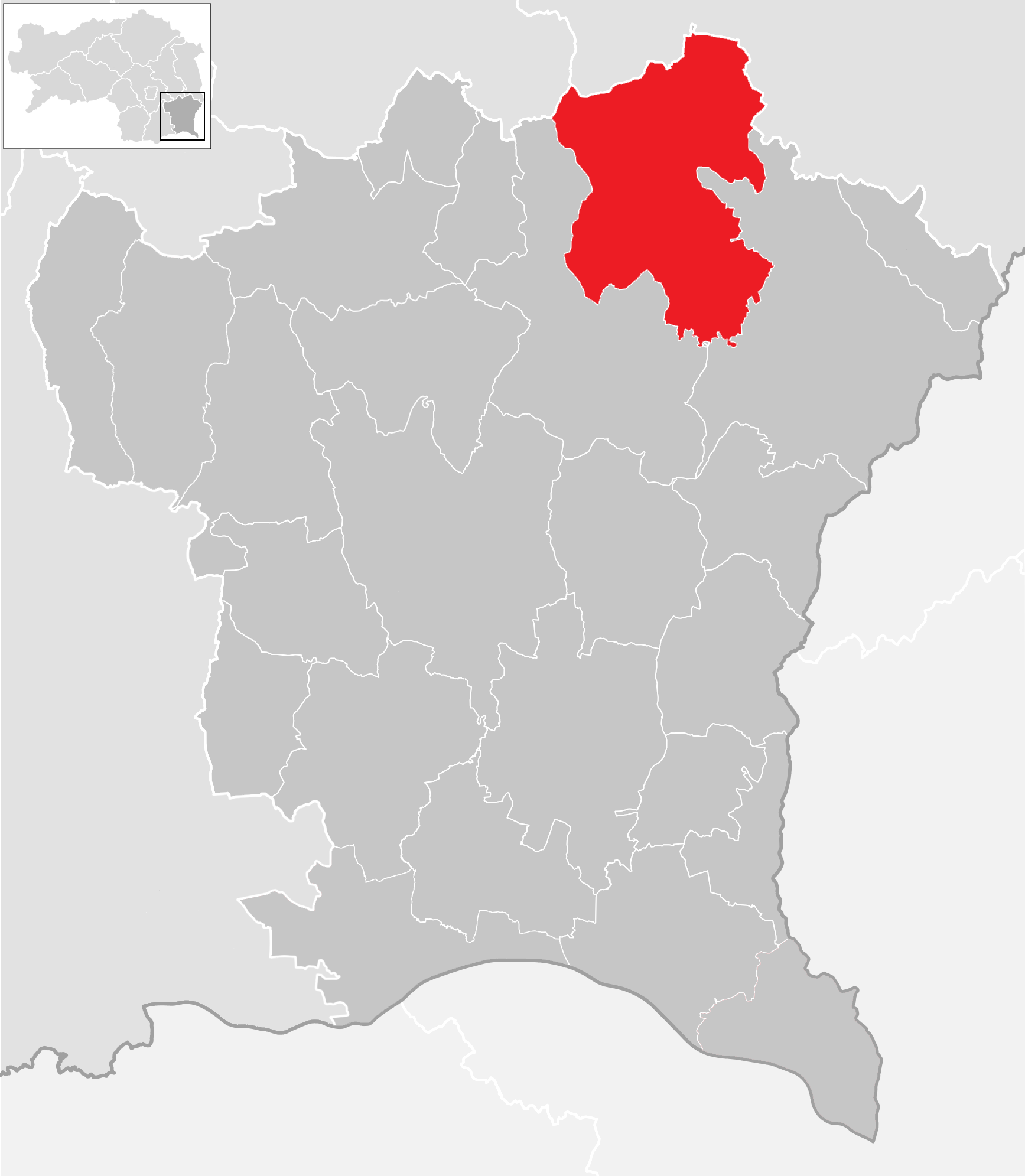
Riegersburg a Délkelet-stájerországi járásban

Riegersburg Kelet-Stájerországban fekszik kb. 40 km-re keletre Graztól, a Keletstájer-dombvidéken, a messziről is jól látható, vulkanikus eredetű várhegy tövében, amelyen a hasonló nevű vár áll. Az önkormányzat 11 katasztrális községben 16 települést egyesít: Altenmarkt bei Riegersburg (440 lakos), Bergl (304), Breitenfeld an der Rittschein (389), Dörfl (146), Edelsgraben (138), Grub I (84), Krennach (432), Lembach bei Riegersburg (352), Lödersdorf I (590), Lödersdorf II (126), Neustift (142), Oberkornbach (120), Riegersburg (657), Sankt Kind (265), Schützing (441), Schweinz (300).
A környező önkormányzatok: délkeletre Fehring, délnyugatra Feldbach, északnyugatra Markt Hartmannsdorf, északra Ottendorf an der Rittschein és Ilz, északkeletre Großwilfersdorf és Söchau.

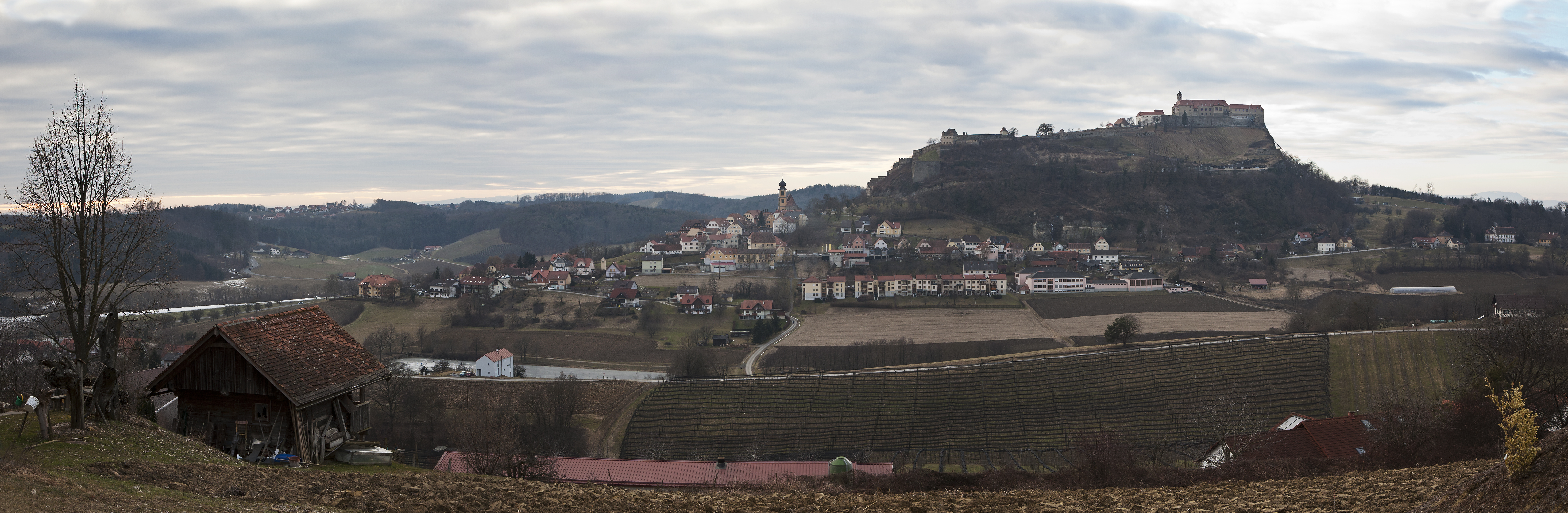
Riegersburg látképe

## Története
Az első német telepesek a magyarok 955-ös augsburgi veresége után érkeztek a vidékre, miután a kalandozásaiknak vége szakadt. A várat 1122-ben építtette Rüdiger von Hohenberg, akiről az erőd a nevét is kapta. Az erőd már a 13. században két részből állt: a régebbi, 1122-es építésű Kronegg fellegvárból és a III. Ottokár stájer herceg által 1140-50 között felhúzott alsó Lichteneckből. A Hohenberg család hamarosan von Riegersburgra változtatta a nevét. 1249-es kihalásuk után a Kuenring-Dürnstein család szerezte meg az erődöt, 1301 után Ulrich von Wallsee-Graz kezére került. A jól védhető Riegersburg Hartberg, Fürstenfeld és Radkersburg váraival együtt Ausztria fontos keleti védvonalát képezte előbb a magyar, majd a török betörésekkel szemben. 
Vas Ernő osztrák herceg 1412-ben rövid ostrom után elfoglalta az alsóvárat, a fellegvár pedig rövidesen megadta magát. 1417-ben Reingelt von Wallsee szerezte meg a birtokot, ami a család kihalása után III. Frigyes császárra szállt vissza, aki 1478-ban Reinprecht von Reichenburgnak adományozta azt. A 15. század második felében a Baumkirchner-féle nemesi felkelés, a török betörések és Mátyás magyar király háborúja során a környéket többször is feldúlták, de a várat egyik alkalommal sem ostromolták meg. 

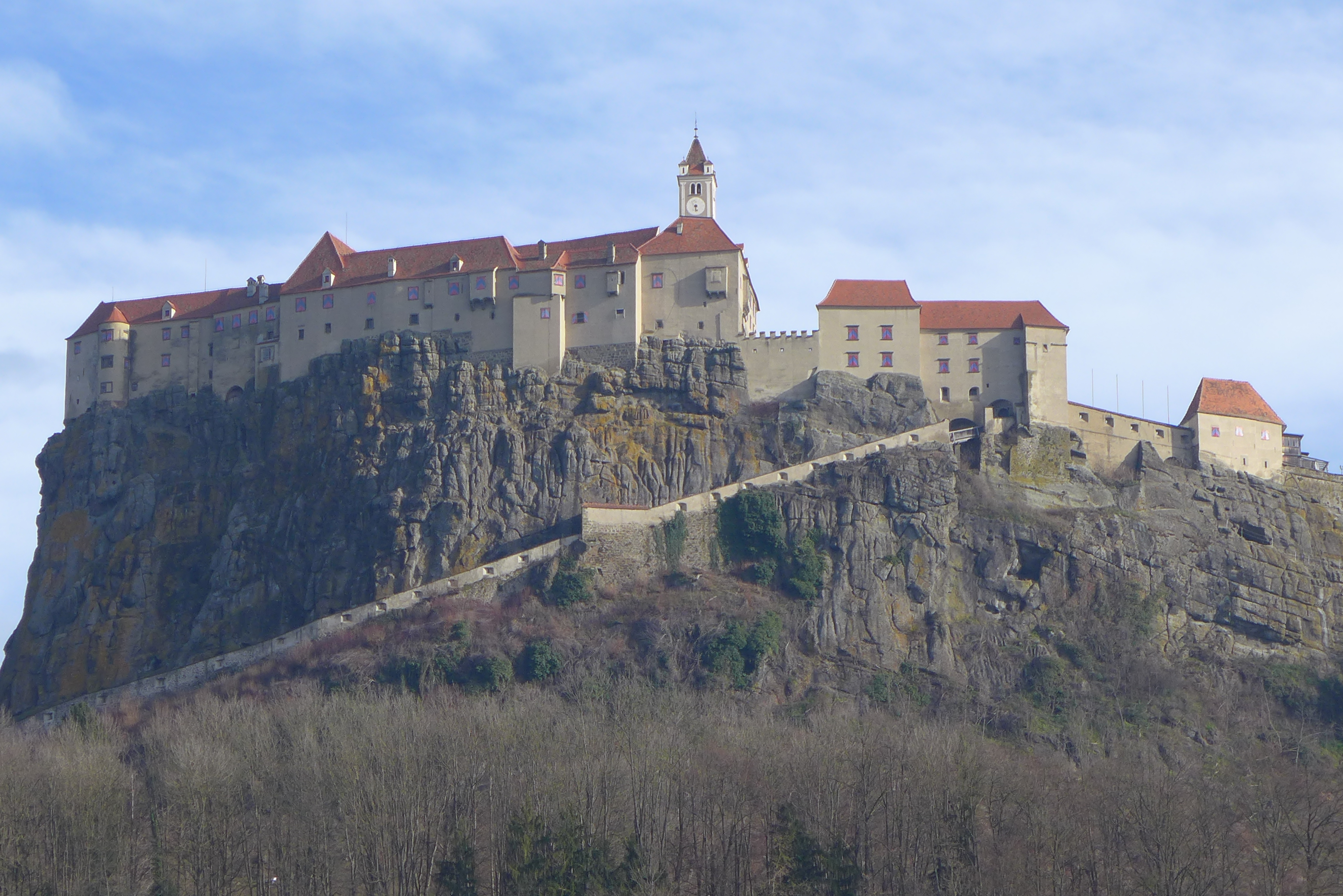
Riegersburg vára

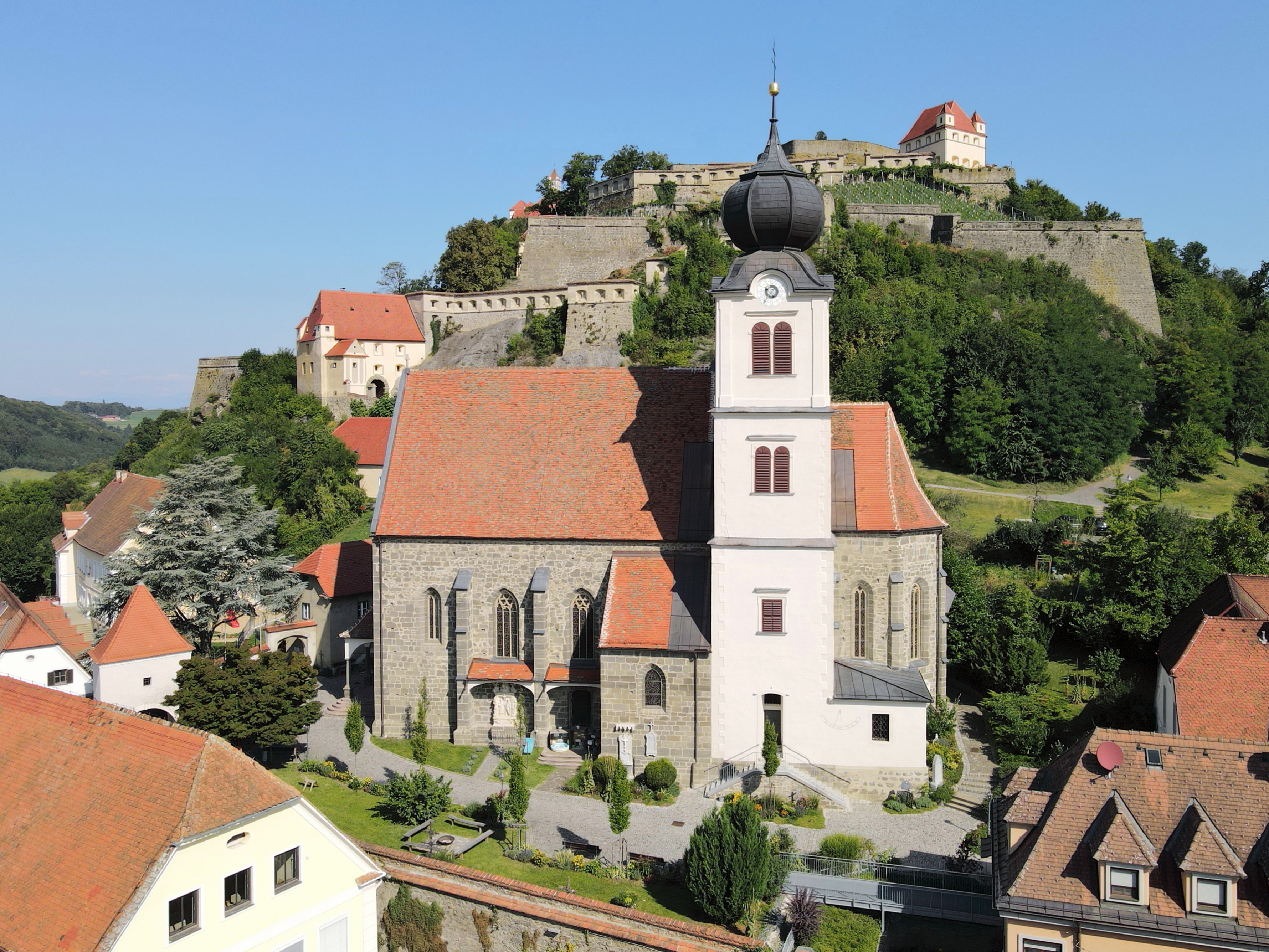
A Szt. Márton-plébániatemplom

A vár 1571-ben a Stadl-családé lett, akik késő reneszánsz stílusban átépítették; adósságaik miatt azonban 1618-ban kénytelenek voltak eladni Georg Christoph of Ursenbecknek. A birtokot 1637-ben házassága révén a radkersburgi Seyfried von Wechsler szerezte meg, aki nővérére bízta. A 17. század közepén az állandó török fenyegetés miatt megerősítették a fellegvárat és lebontották az alsóvárat. Az 1664-es török háború során több ezren kerestek menedéket a várban, míg a Rába-völgyet feldúló törököket Montecuccoli vissza nem szorította a folyó mögé. 
Az ekkori várúr, Johann Ernst Purgstall gróf volt Stájerország fő boszorkánybírája, aki a szomszédos Feldbachban tartotta a boszorkánypereket. A vár egyik szobájában ma is megtalálható Katharina Paltauf, a "virágboszorkány" képe, aki a várkapitány felesége volt és akit 1675-ben máglyán megégettek. 
Nem tudni, hogy Riegersburg mikor kapott mezővárosi státuszt. Gazdasági jelentősége feltehetően fokozatosan erősödött 1500 után, főleg lenszövőinek köszönhetően. 1598-ban az osztrák herceg már mezővárosként hivatkozik rá. 1603-ban említés történik a város bírájáról, a helyi plébános 1663-as állítása szerint viszont a település nem rendelkezett vásártartási joggal; ezt csak Ferdinánd császár biztosította Riegersburgnak 1838-ban. 
A Purgstall család 1817-es kihalása után 1822-ben Johann von Liechtenstein vásárolta meg az uradalmat; tőle a politikai hatalom 1850-ben került a városi tanács kezébe. 
2015-ben a stájerországi közigazgatási reform keretein belül az addig önálló Breitenfeld an der Rittschein, Lödersdorf és Kornberg bei Riegersburg községeket egyesítették Riegersburggal. 

## Lakosság
A riegersburgi önkormányzat terület 2017 januárjában 4906 fő élt. A lakosságszám 1910 óta (akkor 5831 fő) többé-kevésbé csökkenő tendenciát mutat. 2015-ben a helybeliek 97,3%-a volt osztrák állampolgár; a külföldiek közül 0,8% a régi (2004 előtti), 1,2% az új EU-tagállamokból érkezett. 2001-ben a lakosok 97,7%-a római katolikusnak, 0,9% evangélikusnak, 0,7% pedig felekezet nélkülinek vallotta magát. Ugyanekkor egy magyar élt a városban.

## Látnivalók
- Riegersburg vára
- a kornbergi kastély
- a boszorkánymúzeum
- a Szt. Márton-plébániatemplom

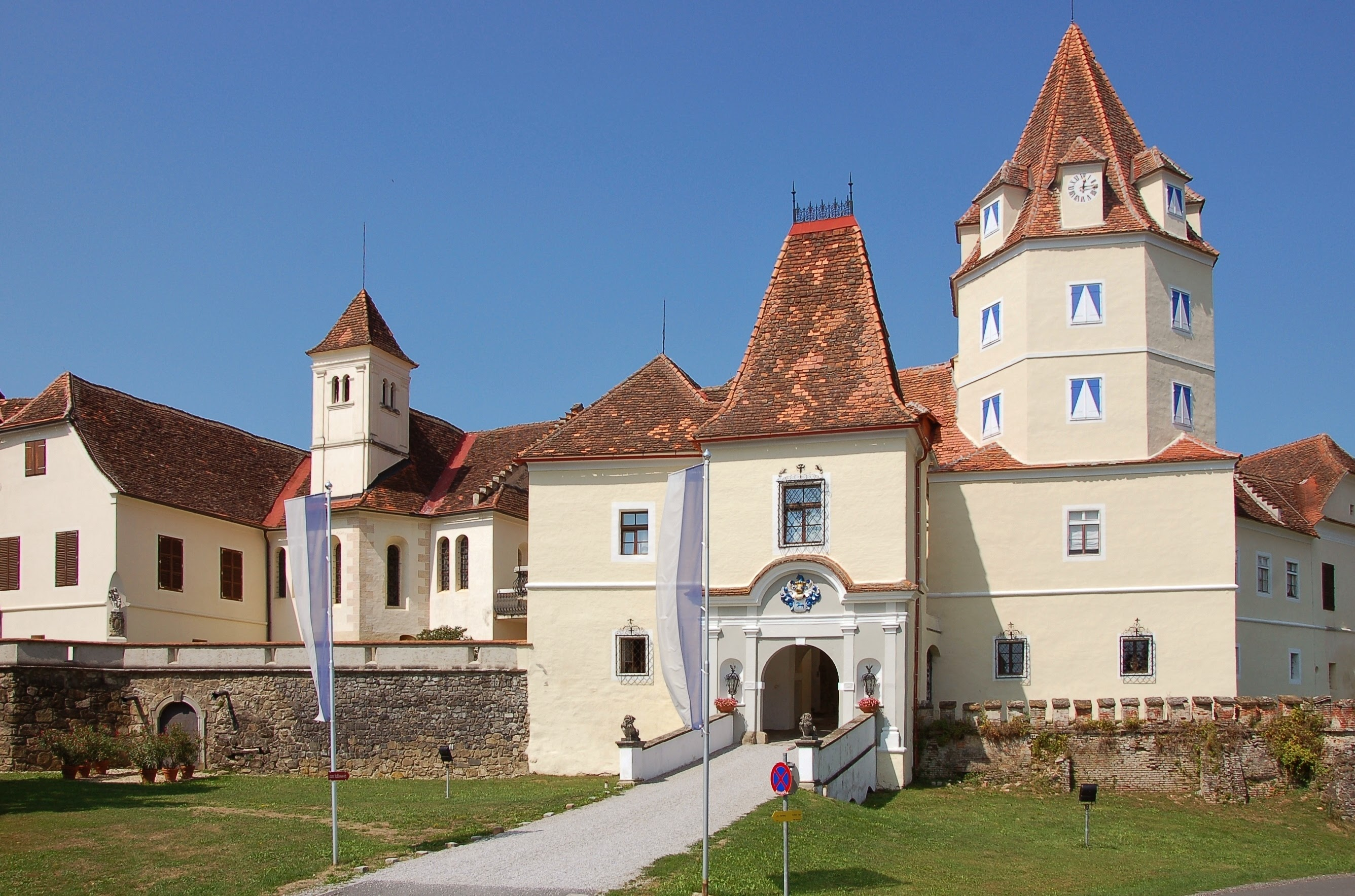
A kornbergi kastély

- Breitenfeld an der Rittschein plébániatemploma
- Lödersdorf Jézus szíve-temploma
- St. Kind Szent András-temploma
- az 1740-ben épült breitenfeldi plébánia
- Fischentin-Villa

## Fordítás
- Ez a szócikk részben vagy egészben  a   Riegersburg (Steiermark) című német Wikipédia-szócikk ezen változatának fordításán alapul.  Az eredeti cikk szerkesztőit annak laptörténete sorolja fel. Ez a jelzés csupán a megfogalmazás eredetét és a szerzői jogokat jelzi, nem szolgál a cikkben szereplő információk forrásmegjelöléseként.